# Topoľčianky
Topoľčianky (bis 1927 slowakisch „Malé Topolčany“ oder „Topolčianky“; deutsch Kleintopoltschan, ungarisch Kistapolcsány – bis 1882 Kistapolcsán) ist eine Gemeinde in der Westslowakei.

## Geographie
Sie liegt im Donauhügelland am Fuße des Tribeč und des Pohronský-Inovec-Gebirges, etwa fünf Kilometer nördlich von Zlaté Moravce und etwa 32 Kilometer nordöstlich von Nitra entfernt.

## Geschichte

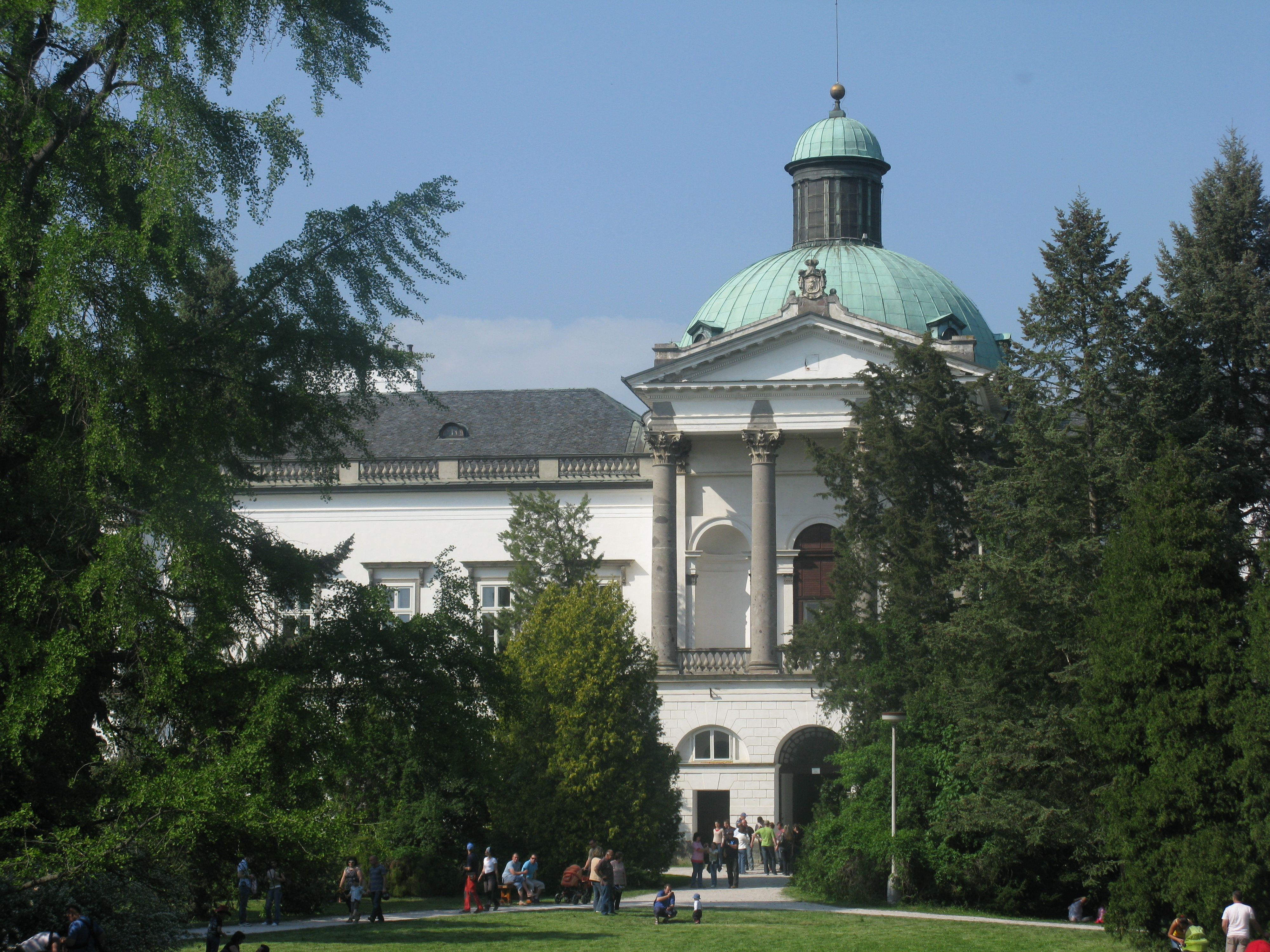
Schloss Topoľčianky

Der Ort wurde 1293 erstmals schriftlich erwähnt. Von 1614 bis 1708 war er Sitz des Komitates Barsch. In der Zwischenkriegszeit war Topoľčianky Sommersitz des tschechoslowakischen Präsidenten Tomáš Garrigue Masaryk.
Heute ist sie für das Schloss Topoľčianky, das „nationale Gestüt“, seine Lipizzaner- sowie Huzule-Zucht und für die Zucht von Wisenten bekannt.

## Bevölkerung
| Jahr                | 1994 | 2004    | 2014    | 2024    |
| ------------------- | ---- | ------- | ------- | ------- |
| Anzahl der Personen | 2935 | 2877    | 2705    | 2608    |
| Unterschied         |      | −1,97 % | −5,97 % | −3,58 % |

| Jahr                | 2023 | 2024    |
| ------------------- | ---- | ------- |
| Anzahl der Personen | 2617 | 2608    |
| Unterschied         |      | −0,34 % |

## Sport
2015 fanden hier die Weltmeisterschaften im Zweispänner-Fahren statt.

## Söhne und Töchter
- František Haspra (1900–1989), Geistlicher
- František Hrúzik (1927–2021), Vielseitigkeitsreiter
- Jozef Zlatňanský (1927–2017), römisch-katholischer Geistlicher, Kurienbischof